# مارتن لابوينت
مارتن لابوينت هو لاعب هوكي الجليد كندي، ولد في 12 سبتمبر 1973 في مونتريال في كندا.

## وصلات خارجية
- مارتن لابوينت على موقع دوري الهوكي الوطني (الإنجليزية)
- مارتن لابوينت على موقع EliteProspects.com (الإنجليزية)
- مارتن لابوينت على موقع HockeyDB.com (الإنجليزية)
- مارتن لابوينت على موقع Hockey-Reference.com (الإنجليزية)